# Pine Prairie (Louisiane)
Pine Prairie est un village de la paroisse d'Évangéline, dans l'État de Louisiane, aux États-Unis,. En 2020, il compte une population de 1 490 habitants.

## Démographie
Lors du recensement de 2010, le village comptait une population de 1 610 habitants, tandis qu'en 2020, elle s'élève à 1 490 habitants.